# جوناثان كيرنر
جوناثان كيرنر (بالإنجليزية: Jonathan Kerner)‏ مواليد 6 يونيو 1974 في أتلانتا، هو لاعب كرة سلة أمريكي معتزل. بدأ مسيرته الاحترافية في سنة 1998. حمل الرقم 54. يبلغ طوله 6 قدم 11 بوصة (2.1 م). اعتزل اللعب في 2005. لعب مع أورلاندو ماجيك ونادي سسكا موسكو لكرة السلة.

## روابط خارجية
- جوناثان كيرنر على موقع إن بي أي (الإنجليزية)
- جوناثان كيرنر على موقع سبورتس رفرنس (الإنجليزية)
- جوناثان كيرنر على موقع كرة السلة الأوروبية.كوم (الإنجليزية)
- جوناثان كيرنر على موقع كلية كرة السلة في سبورتس رفرنس.كوم (الإنجليزية)
- جوناثان كيرنر على موقع ريلجم (الإنجليزية)
- جوناثان كيرنر على موقع بروبوليرز (الإنجليزية)
- جوناثان كيرنر على موقع سبورتس رفرنس (الإنجليزية)
- جوناثان كيرنر على موقع سبورتس رفرنس (الإنجليزية)